# Associazione Calcio Reggiana 1934-1935
Questa pagina raccoglie i dati riguardanti l'Associazione Calcio Reggiana nelle competizioni ufficiali della stagione 1934-1935.

## La stagione
Nella stagione 1934-1935 la Reggiana, rafforzata dall'arrivo dell'ala destra Otello Zironi, che sarà poi al Modena anche in serie A (ritorna dal Foggia anche il reggiano Aldo Bedogni che si infortuna subito) viene allenata dal danubiano Mora Maurer, che verrà poi sostituito da Italo Rossi.
L'inizio è incerto, poi i granata inanellano otto vittorie consecutive, trascinati da tre frombolieri, Alcide Ivan Violi che realizza 16 reti, Stefano Aigotti che ne mette dentro 15 e Otello Zironi con 12 reti. Nella trasferta di Carpi vittoria per (4-1) nel derby, seguito dal solito treno speciale. Poi sconfitta nell'altro derby, col Parma, il 17 marzo del 1935 per (2-0). Dopo le vittorie con le romagnole (Cesena e Forlì) la Reggiana è prima e si qualifica per le finali promozione nel girone B, per ottenere la promozione in Serie B.
Gioca il girone con Siena, Udinese e Sanremese. Alla fine del mini torneo Reggiana e Siena sono appaiate in testa con otto punti e devono disputare uno spareggio, che si gioca a Pistoia il 21 luglio 1935 (con la protesta della società granata per la vicinanza della sede con Siena). La Reggiana, che finisce la partita in otto, perde per 7 a 0 ed in Serie B viene così promosso il Siena.

## Divise
| Prima divisa |

## Rosa
| N. |                   | Ruolo | Calciatore         |
| -- | ----------------- | ----- | ------------------ |
|    | Italia (bandiera) | A     | Stefano Aigotti    |
|    | Italia (bandiera) | D     | Paride Anceschi    |
|    | Italia (bandiera) | C     | Aldo Bedogni       |
|    | Italia (bandiera) | A     | Arturo Benelli     |
|    | Italia (bandiera) | A     | Gino Benelli       |
|    | Italia (bandiera) | C     | Ciro Campari       |
|    | Italia (bandiera) | D     | Milo Campari       |
|    | Italia (bandiera) | C     | Nellusco Campari   |
|    | Italia (bandiera) | D     | Socrate Campari    |
|    | Italia (bandiera) | P     | Aroldo Corazza     |
|    | Italia (bandiera) | D     | Fernando Ergellini |

| N. |                   | Ruolo | Calciatore         |
| -- | ----------------- | ----- | ------------------ |
|    | Italia (bandiera) | P     | Pietro Ferrari     |
|    | Italia (bandiera) | D     | Vivaldo Fornaciari |
|    | Italia (bandiera) | A     | Giuseppe Frattini  |
|    | Italia (bandiera) | C     | Vittorio Leoni     |
|    | Italia (bandiera) | C     | Orlando Magini     |
|    | Italia (bandiera) | C     | Quirino Montanari  |
|    | Italia (bandiera) | A     | Walter Vezzani     |
|    | Italia (bandiera) | D     | Arnaldo Vighi      |
|    | Italia (bandiera) | A     | Alcide Ivan Violi  |
|    | Italia (bandiera) | A     | Otello Zironi      |

## Prima Divisione girone E

### Girone di andata
| Arbitro: | Neri (Vicenza) |

|            |           |           |
| Taddei 16’ | Marcatori | 13’ Violi |

| Reggio Emilia 14 ottobre 1934 2ª giornata | Reggiana            | 0 – 0 | Carpi | Stadio Mirabello\| Arbitro: \| Gardenghi (Brescia) \| |
| Arbitro:                                  | Gardenghi (Brescia) |       |       |                                                       |

| Arbitro: | Gonani (Ravenna) |

|              |           |  |
| Girometta 7’ | Marcatori |  |

| Reggio Emilia 4 novembre 1934 4ª giornata | Reggiana          | 0 – 0 | Parma | Stadio Mirabello\| Arbitro: \| Monti (Gallarate) \| |
| Arbitro:                                  | Monti (Gallarate) |       |       |                                                     |

| Forlimpopoli 18 novembre 1934 5ª giornata | Forlimpopoli      | 0 – 0 | Reggiana | Campo di via Duca d'Aosta\| Arbitro: \| Candida (Bologna) \| |
| Arbitro:                                  | Candida (Bologna) |       |          |                                                              |

| Arbitro: | Garotta (Milano) |

|                                          |           |  |
| Zironi 53’ A. Benelli 69’ Violi 77’, 81’ | Marcatori |  |

| Arbitro: | Campi (Ancona) |

|           |           |  |
| Capra 48’ | Marcatori |  |

| Arbitro: | Inverni (Milano) |

|             |           |  |
| Aigotti 43’ | Marcatori |  |

| Arbitro: | Binetti (Bari) |

|                |           |                           |
| Ballardini 56’ | Marcatori | 32’ Montanari 46’ Aigotti |

| Arbitro: | Ziglioli (Crema) |

|                                     |           |                        |
| Aigotti 5’, 63’ Fornaciari 23’, 54’ | Marcatori | 72’ Cevini 77’ Gaddoni |

| Arbitro: | Lenzi (Prato) |

|                 |           |                            |
| Ravasi 53’, 84’ | Marcatori | 22’, 72’ Violi 28’ Vezzani |

| Arbitro: | Lazzari (Ferrara) |

|                                                        |           |            |
| Montanari 1’ Aigotti 10’, 32’ Violi 16’ Fornaciari 64’ | Marcatori | 50’ Grandi |

| Arbitro: | Curradi (Firenze) |

|  |           |             |
|  | Marcatori | 44’ Aigotti |

### Girone di ritorno
| Arbitro: | Gondola (Monfalcone) |

|                                                        |           |                                 |
| Vighi 42’ (rig.) A. Benelli 44’ Aigotti 65’ Zironi 70’ | Marcatori | 5’ (aut.) Vighi 74’, 80’ Taddei |

| Arbitro: | Jannantuoni (La Spezia) |

|             |           |                                        |
| Fiorani 32’ | Marcatori | 37’, 86’ Vezzani 58’ Violi 76’ Aigotti |

| Arbitro: | Goracci (Firenze) |

|                                        |           |  |
| Vezzani 43’ Violi 59’ Q. Montanari 63’ | Marcatori |  |

| Arbitro: | Bertoli (Vicenza) |

|               |           |  |
| Cella 7’, 23’ | Marcatori |  |

| Arbitro: | Gianni (Lucca) |

|                                     |           |  |
| Violi 20’, 28’, 65’ Zironi 47’, 68’ | Marcatori |  |

| Arbitro: | Nocentini (Prato) |

|            |           |             |
| Morini 30’ | Marcatori | 70’ Aigotti |

| Arbitro: | Calvari (Milano) |

|                  |           |              |
| Violi 63’ (rig.) | Marcatori | 8’ Ballerini |

| Arbitro: | Galeati (Bologna) |

|                                |           |                             |
| Moretti 22’ (rig.) Artioli 28’ | Marcatori | 16’ Zironi 75’ Q. Montanari |

| Arbitro: | Civitatese (Chieti) |

|                          |           |  |
| Violi 42’ A. Benelli 85’ | Marcatori |  |

| Arbitro: | De Benedictis (Padova) |

|              |           |                 |
| Emiliani 54’ | Marcatori | 29’, 39’ Zironi |

| Arbitro: | Candida (Venezia) |

|                                                               |           |           |
| Q. Montanari 22’ Violi 27’ (rig.) Aigotti 47’, 67’ Zironi 62’ | Marcatori | 55’ Gnesi |

| Arbitro: | Magrini (Perugia) |

|            |           |                |
| Grandi 47’ | Marcatori | 57’ Fornaciari |

| Arbitro: | Rubinato (Venezia) |

|                 |           |  |
| Zironi 21’, 76’ | Marcatori |  |

### Girone finale
| Arbitro: | Scotto (Savona) |

|                      |           |  |
| Fenini 58’ Cioni 60’ | Marcatori |  |

| Arbitro: | Piovano (Monfalcone) |

|                      |           |  |
| Violi 5’, 63’ (rig.) | Marcatori |  |

| Arbitro: | Tagliapietra (Padova) |

|                        |           |                 |
| Aigotti 61’ Zironi 65’ | Marcatori | 12’, 52’ Frione |

| Arbitro: | Caironi (Milano) |

|                                                            |           |            |
| Aigotti 3’, 47’ Zironi 28’ Fornaciari 73’ Q. Montanari 80’ | Marcatori | 33’ Fenini |

| Udine 7 luglio 1935 5ª giornata | Udinese              | 0 – 0 | Reggiana | Stadio Moretti\| Arbitro: \| Gondola (Monfalcone) \| |
| Arbitro:                        | Gondola (Monfalcone) |       |          |                                                      |

| 14 luglio 1935 6ª giornata | Sanremese | 0 – 2 A Tav. | Reggiana |  |

### Spareggio
| Arbitro: | Ciamberlini (Genova) |

|                                                                         |           |  |
| Vighi 2’ (aut.) Fenini 14’, 69’ Renoldi 25’ Tedeschi 51’, 78’ Cioni 90’ | Marcatori |  |